# انایمکس
انایمکس (انگلیسی: Enimex) شرکت هواپیمایی در استونی است، که در سال ۱۹۹۴ تأسیس شد.